# Oberonia seidenfadenii
Oberonia seidenfadenii là một loài thực vật có hoa trong họ Lan. Loài này được (H.J.Su) Ormerod mô tả khoa học đầu tiên năm 2002.